# 경시청 특무부 특수흉악범 대책실 제7과 -토쿠나나-
경시청 특무부 특수흉악범 대책실 제7과 -토쿠나나-(일본어: 警視庁 特務部 特殊凶悪犯対策室 第七課 -トクナナ- 켄시쵸 도쿠무부 도쿠슈 쿄아쿠한 다이사쿠시츠 다이나나카 -도쿠나나-[*])는 일본의 오리지널 애니메이션이다. 2019년 10월부터 12월까지 방영되었다.